# 별상타요아학습
《별상타요아학습》(别想打扰我学习)은 2021년 방송되었던 중국의 드라마이다.

## 줄거리
- 스물여덟 살의 인사부장 난샹완은 작가인 친구 위메이리가 자신을 모델로 쓴 책을 읽다가 잠이 든다. 10년 전 고3 교실에서 잠이 깬 난샹완은 위메이리가 이색 동창회를 꾸민 거라고 착각한다. 미래로 돌아가기 위해 여러 방법을 시도하던 난샹완은 과거에서 열심히 공부해 관화대에 들어가기로 마음먹는데...

## 등장 인물
- 라이관린 - 린샤오란 역
- 이란적 (李兰迪) - 닌샹완 역
- 왕윤택 (王润泽) - 리우위바이 역
- 진주군 (陈姝君) - 천시윤 역
- 자오뤄란 (赵珞然) - 장다린 역